# Pieter Jacobs
Pour les articles homonymes, voir Jacobs.
Pieter Jacobs (né le 6 juin 1986 à Brasschaat) est un coureur cycliste belge.

## Biographie
Pieter Jacobs naît le 6 juin 1986 à Brasschaat en Belgique.
Il est en 2001 membre de Loenhout, de WAC Hoboken en 2003. En 2005, il est membre de l'équipe Amuzza.com-Davo, qui devient Unibet-Davo l'année suivante. Il effectue un stage dans l'équipe Unibet.com d'août à décembre 2006, et passe l'année 2007 dans cette équipe. De 2008 à 2009, il court pour l'équipe Silence-Lotto. Il entre en 2010 dans l'équipe Topsport Vlaanderen-Mercator, qui devient en 2013 Topsport Vlaanderen-Baloise.
En 2016, il évolue sous les couleurs de l'équipe continentale Crelan-Vastgoedservice, avec le statut d'élite sans contrat. Au mois de mars, il s'impose sur la kermesse de Beerzel. Alors qu'il participe au Tour de Belgique en mai, il chute lourdement durant la troisième étape, tout comme une vingtaine de coureurs, en raison d'accrochages avec des motos suiveuses. Souffrant d'une double fracture des vertèbres, il songe alors à mettre un terme à sa carrière dans un premier temps.
Pour la saison 2017, il court au sein du club Hubo Aerts Action Bike.

## Palmarès et classements mondiaux

### Palmarès sur route
- 2001

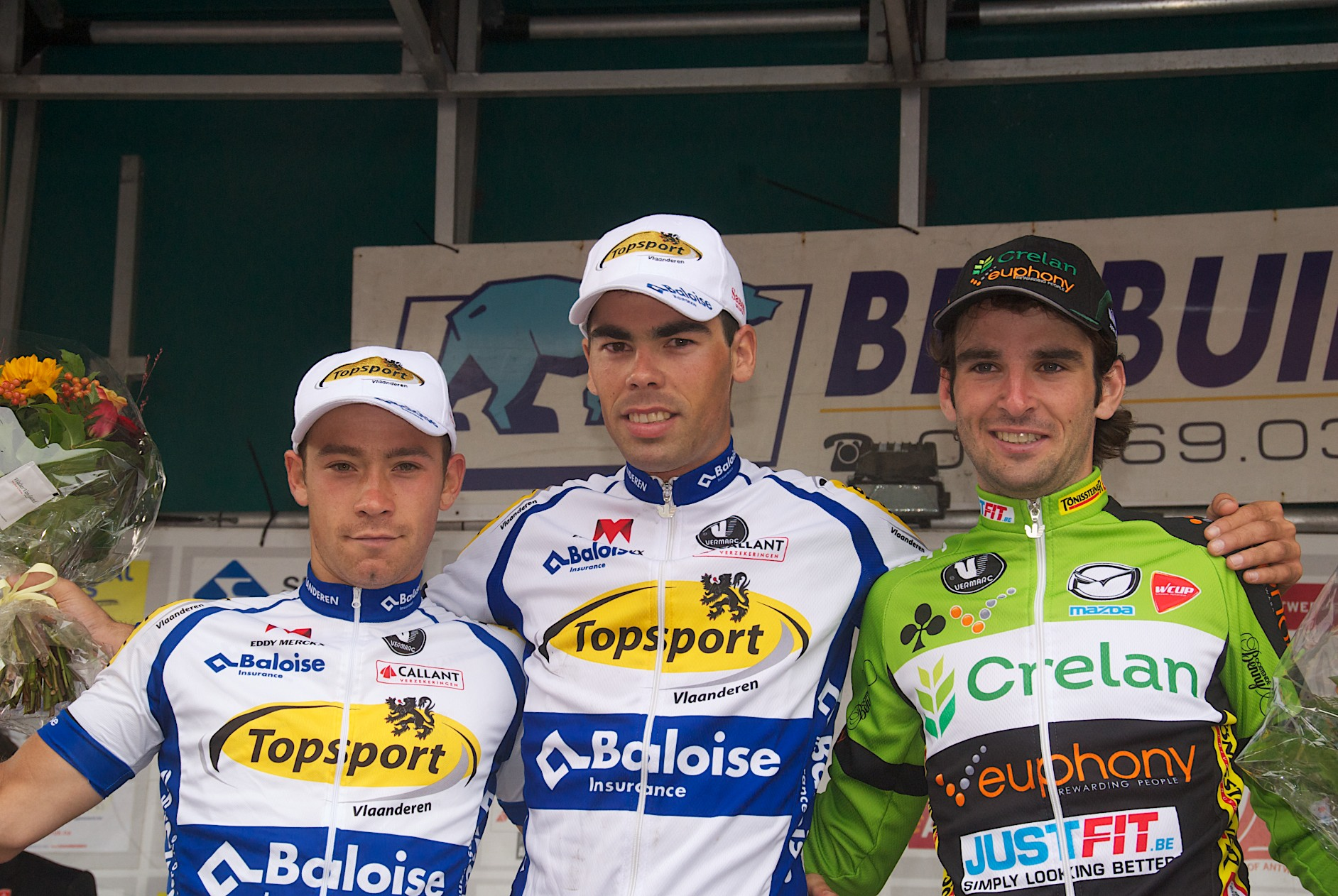
Podium de l'édition 2013 de la Coupe Sels : Michael Van Staeyen (2e), Pieter Jacobs (1er) et Baptiste Planckaert (3e).

  - 3e du championnat de la province d'Anvers du contre-la-montre débutants
- 2002
  -  Champion de Belgique sur route débutants
- 2003
  - Champion de la province d'Anvers du contre-la-montre juniors
  - 3e du Grand Prix Général Patton
  - 6e du championnat du monde sur route juniors
- 2004
  - Classique des Alpes juniors
  - 2e et 3e étapes de la Ster van Zuid-Limburg
  - 5e du championnat du monde sur route juniors
- 2005
  - 2e étape du Tour de Namur
  - 2e du Circuit Het Volk espoirs
  - 10e du championnat du monde sur route espoirs
- 2006
  - 3e de la Flèche ardennaise
- 2008
  - 3e du Hel van het Mergelland
  - 3e du Tour de Turquie
- 2010
  - 2e du Mémorial Fred De Bruyne
- 2011
  - 2e de Halle-Ingooigem
- 2012
  - 3e de la Wanzele Koerse
- 2013
  - Circuit du Pays de Waes
  - Coupe Sels
  - 2e du Tour de Cologne
- 2018
  - Mémorial Staf Segers
  - Stan Ockers Classic
  - Classement général du Tour du Brabant flamand
  - 3e de la Sinksenkoers
  - 3e du championnat de Belgique du contre-la-montre par équipes
- 2019
  - 1re étape de l'Arden Challenge
  - Championnat du Pays de Waes
  - 1re étape du Tour du Brabant flamand

### Résultats sur les grands tours

#### Tour d'Italie
1 participation
- 2009 : 130e

#### Tour d'Espagne
1 participation
- 2008 : 91e

### Classements mondiaux
| Année           | 2005 | 2006 | 2007 | 2008 | 2009 | 2010 | 2011 | 2012 | 2013 | 2014 | 2015 | 2016   |
| --------------- | ---- | ---- | ---- | ---- | ---- | ---- | ---- | ---- | ---- | ---- | ---- | ------ |
| UCI Europe Tour | 562e | 588e |      |      |      | 531e | 284e | 277e | 26e  | 243e |      | 1 403e |